# Marta Kostiuk
Marta Kostiuk o Marta Kostyuk (en ucКостюкileeana
o, Марта Костюк; Kiev, 28 de junio de 2002) es una jugadora de tenis ucraniana.

## Biografía
Su padre, Oleg, trabajó como director técnico de un torneo de tenis júnior en Kiev. Su madre, Talina Beiko, jugó tenis profesionalmente en los años noventa y ganó un torneo de la ITF en su ciudad natal de Kiev. Eventualmente, Beiko se convirtió en entrenadora en un club de tenis local.
Kostiuk comenzó a jugar tenis a los cuatro años cuando acompañaba a su madre a las clases que impartía. Su motivación inicial era pasar más tiempo con ella y no empezó a disfrutar del tenis hasta la adolescencia.
Beiko y su hermano, Taras Beiko, un tenista profesional retirado que representó a la Unión Soviética y Ucrania en los años ochenta y noventa, fueron los primeros entrenadores de Kostiuk.
Tiene dos hermanas, una mayor y una menor.[cita requerida] La mayor, Mariya, jugó tenis universitario para la Universidad Estatal de Chicago. Es prima de los futbolistas profesionales Vadym Slavov y Myroslav Slavov.
Practicó acrobacia desde los cinco años hasta los once, cuando decidió enfocarse en el tenis.

## Carrera júnior
Entre los trece y quince años, Kostiuk participó en el circuito júnior organizado por la ITF y la Asociación de Tenis Europea.
En 2015 conquistó los títulos del Campeonato Júnior Eddie Herr y el Orange Bowl júnior en la categoría de «14 y menores». También ganó el prestigioso torneo Les Petits As en 2016, tanto en individuales como en dobles (junto a Kamilla Barton).
Consiguió otros cuatro títulos individuales en el calendario ITF; entre ellos el Abierto de Australia y el Máster Júnior, ambos en 2017. Obtuvo seis títulos en dobles, incluido el Abierto de Estados Unidos de 2017 junto a Olga Danilović.
Consolidó un récord en torneos ITF de 75-18 en individuales (81% de victorias) y 53-15 en dobles (78%). Se posicionó en el segundo puesto de la clasificación ITF júnior, que combina resultados de ambas modalidades, en octubre de 2017.

## Carrera profesional

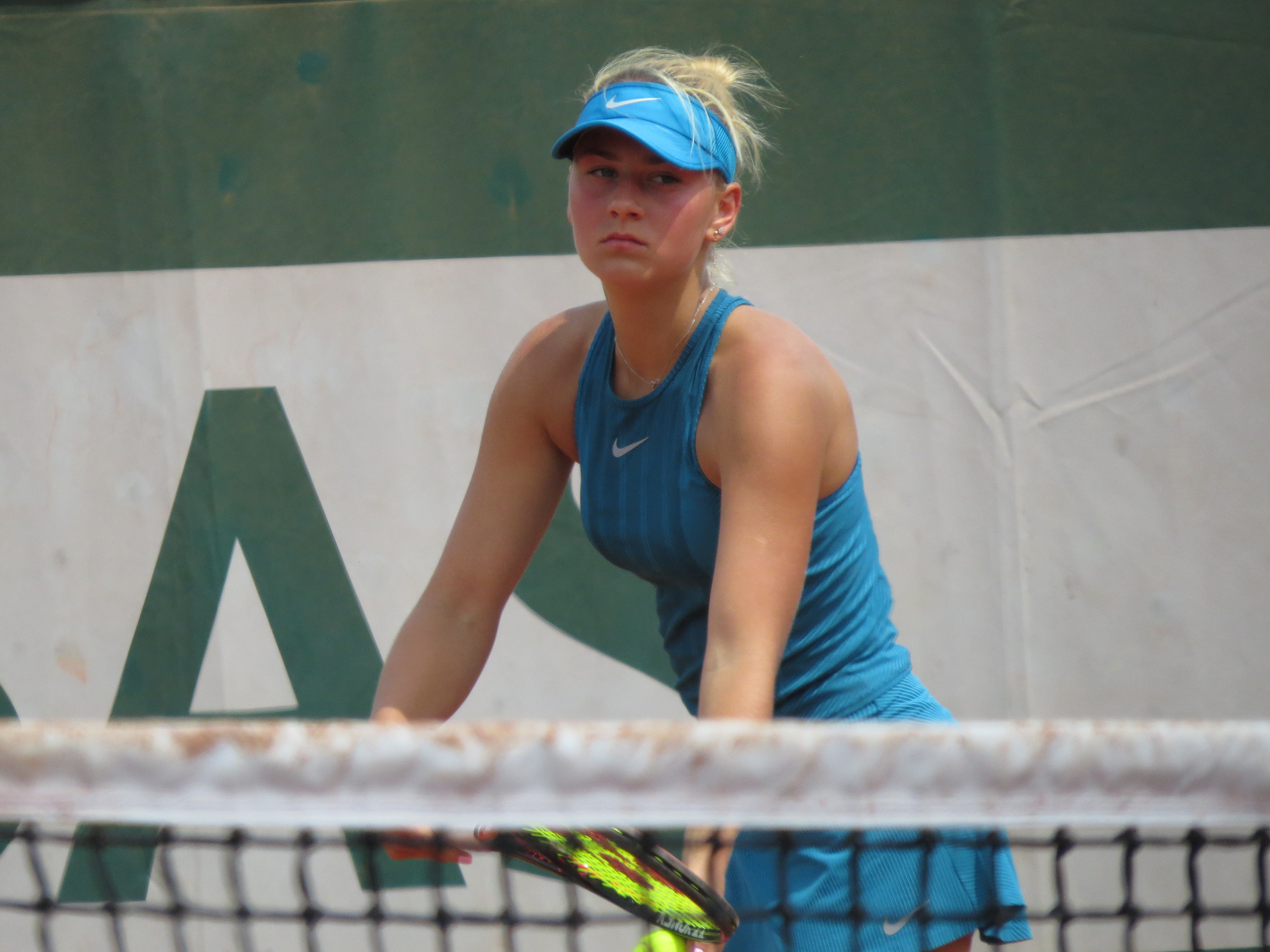
Marta Kostyuk en Roland Garros 2018 (partido contra Eri Hozumi en la primera ronda de clasificación)

### 2016—2017
Debutó en el circuito profesional de la ITF en 2016. Consiguió su primer título individual en 2017, durante su quinto torneo profesional, uno de categoría $ 25 000 jugado en canchas de arcilla en Dunakeszi, Hungría. Este resultado significó que, a los catorce años de edad, era la jugadora ucraniana más joven en ganar un título profesional individual.

### 2018
Dio comienzo a la gira de canchas duras australianas en Playford, donde jugó un ITF de $ 25 000. Triunfó en sus dos rondas clasificatorias para entrar al cuadro principal pero perdió ante Valentini Grammatikopoulou en la primera ronda. 
Recibió una tarjeta de invitación para disputar las rondas de clasificación del Abierto de Australia en virtud de haber ganado el individual júnior del año anterior. Venció a Arina Rodionova, Daniela Seguel y Barbora Krejčíková para asegurar un lugar en su primer cuadro principal de un torneo de la WTA. Esto significó que era la primera jugadora nacida en el año 2002 en formar parte del cuadro principal de un torneo de Grand Slam. Salió victoriosa ante Peng Shuai en la primera ronda y se convirtió, con quince años, en la jugadora más joven en ganar un partido en Melbourne desde Martina Hingis en 1996. Avanzó a la tercera ronda al derrotar a Olivia Rogowska y obtuvo la distinción de ser la jugadora más joven en alcanzar dicha instancia de un torneo de Grand Slam en veintiún años, desde Mirjana Lučić-Baroni en el Abierto de Estados Unidos de 1997. La detuvo su compatriota y cuarta sembrada del torneo Elina Svitolina, en parciales de 6—2, 6—2.
Gracias a este resultado su clasificación WTA subió de la posición 521 a la 243.
Al finalizar su participación en el torneo anunció la culminación de su carrera júnior y que jugará como profesional a tiempo completo.[cita requerida]
Obtuvo su segundo título profesional individual en Burnie, Australia, un torneo ITF de $ 60 000 que se jugó una semana después del Abierto de Australia. Venció a Viktorija Golubic en la final.
Consiguió llegar a la final del torneo ITF de $ 60 000 de Zhuhai y a las semifinales del ITF de $ 60 000 de Shenzhen. Perdió en ambas instancias ante Maryna Zanevska y Anna Kalínskaya, respectivamente.[cita requerida]
Siguió su buen desempeño en el torneo WTA de Stuttgart donde superó tres partidos para clasificarse al cuadro principal. Uno de ellos resultó en una victoria ante Alizé Cornet, la número 36 de la clasificación WTA. En la primera ronda eliminó a la invitada Antonia Lottner y en la segunda cedió ante la número siete de la clasificación WTA Caroline Garcia en tres parciales.
El resto de la temporada vio pocos resultados: ganó solo cuatro partidos y tuvo nueve derrotas. Recibió una tarjeta de invitación para el cuadro principal del Masters de Madrid, donde perdió en primera ronda ante Lara Arruabarrena. No logró clasificarse para el resto de los torneos de Grand Slam de la temporada: el Abierto de Francia, Campeonato de Wimbledon o el Abierto de Estados Unidos. 
Culminó la temporada como la número 118 de la clasificación WTA.

### 2019
No logró replicar el éxito que tuvo el año anterior en la gira australiana: fue eliminada en la segunda ronda clasificatoria del torneo de Brisbane y en la tercera ronda clasificatoria del Abierto de Australia. También perdió en la segunda ronda del ITF de $ 60 000 de Burnie, Australia, donde era la campeona defensora. 
Esto ocasionó que cayera fuera de las primeras trescientas tenistas de la clasificación WTA en abril. Ese mes anunció que ya no sería entrenada por Dmitry Brichek, con quien trabajaba desde agosto de 2018. En su lugar contrató a Benjamin Ebrahimzadeh.
Comenzó la temporada de canchas de arcilla en el ITF de $ 25 000 de Chiasso, Suiza, donde ganó su primer título profesional en dobles junto a Cristina Bucșa y también llegó a las semifinales en individuales. Clasificó para el cuadro principal individual del Masters de Madrid, pero perdió en la primera ronda ante Kristýna Plíšková. Llegó a los cuartos de final del ITF de $ 60 000 de La Bisbal D'Emporda, España, luego de superar dos rondas clasificatorias. También se clasificó para el torneo International de Estrasburgo y consiguió los cuartos de final de un torneo de la WTA por primera vez en su carrera. En dicha instancia cayó ante Caroline Garcia en tres sets.
Alcanzó dos finales ITF de $ 60 000 en Polonia y Francia, perdiendo ambas ante Rebecca Šramková y Varvara Gracheva, respectivamente. También alcanzó las semifinales del ITF de $ 60 000 de Valencia, España, donde cedió ante Tamara Korpatsch.
Perdió en la primera ronda clasificatoria del Campeonato de Wimbledon ante Anna Kalinskaya.
A pesar de caer al puesto 320 del ranking en abril, finalizó el año en el puesto 155.

### 2020
De nuevo no consiguió resultados en la gira australiana: perdió en las rondas clasificatorias del torneo de Brisbane y del Abierto de Australia. 
Se alzó como campeona, tanto en individuales como en dobles, de un torneo ITF de $ 60 000 en El Cairo, Egipto. Este se convirtió en su tercer título profesional en individuales y el segundo en dobles.
La temporada se suspendió desde marzo hasta agosto debido a la pandemia de COVID-19. 
En el Abierto de Estados Unidos, Kostiuk entró directamente al cuadro principal de un torneo de Grand Slam por primera vez en su carrera. También fue su primer cuadro principal de Grand Slam desde el Abierto de Australia en 2018. Venció a Daria Kasátkina en la primera ronda y a Anastasija Sevastova en la segunda. Fue vencida en la tercera ronda por la eventual campeona Naomi Osaka en tres sets.

### 2021
Es semifinalista del Torneo de Abu Dabi perdiendo 6-7, 4-6 contra Veronika Kudermétova. En el Abierto de Australia pierde en primera ronda 6-2, 7-6 contra Veronika Kudermétova.
Es semifinalista del Torneo de Estambul cayendo 4-6, 4-6 contra Sorana Cîrstea. En Roland Garros pierde en cuarta ronda 3-6, 4-6 contra Iga Świątek.
En Wimbledon pierde 6-1, 4-6, 3-6 en segunda ronda contra Anastasija Sevastova. En el Abierto de Estados Unidos pierde en primera ronda contra María Sákkari 4-6, 3-6. 
Es finalista de dobles de Torneo de Tenerife junto a Liudmila Kichenok perdiendo 3-6, 3-6 contra Ulrike Eikkeri y Ellen Perez.
Es semifinalista del Torneo de Transilvania perdiendo 6-0, 6-1 contra la local Simona Halep.

### 2022
En el Abierto de Australia pierde en tercera ronda 2-6, 7-5, 4-6 contra Paula Badosa. En Roland Garros pierde en primera ronda 6-3, 7-5 contra Mayar Sherif. En dobles alcanza los cuartos de final con Elena-Gabriela Ruse.
En Wimbledon pierde en segunda ronda 7-6, 6-2 contra Zhang Shuai. Es semifinalista del Challenger de Granby teniendo que retirarse del partido por lesión. 
En el Abierto de Estados Unidos pierde en segunda ronda 2-6, 3-6 contra Victoria Azárenka. En dobles llega a octavos de final con Zhang Shuai.
Es campeona de dobles del Torneo de Portoroz junto a Tereza Martincová ganando la final 6-4, 6-0 a Tereza Mihalíková y Cristina Bucșa. También es la campeona de dobles del Torneo de Limoges junto a Oksana Kaláshnikova venciendo 7-5, 6-1 a Alicia Barnett y Olivia Nicholls.

### 2023
En el Abierto de Australia pierde en tercera ronda 6-0, 6-2 contra Jessica Pegula. Es semifinalista en dobles junto a Elena-Gabriela Ruse.
Es la vencedora del Torneo de Austin al ganar en la final 3-6, 5-7 a Varvara Grachova consiguiendo así su primer WTA 250. 
Es semifinalista de dobles en el Masters de Madrid junto a Elena-Gabriela Ruse. En Roland Garros pierde en primera ronda 3-6, 2-6 contra Aryna Sabalenka. Alcanza los cuartos de final en el cuadro de dobles mixtos junto a Marcelo Arévalo. 
En el Torneo de Birmingham es finalista en dobles junto a Barbora Krejčíková perdiendo el partido 2-6, 6-7 contra Alycia Parks y Storm Hunter.
En Wimbledon pierde en tercera ronda 4-6, 1-6 contra Madison Keys. En el Abierto de Estados Unidos pierde en primera ronda 6-2, 6-1 contra Yelena Rybákina. En el cuadro de dobles femeninos alcanza los octavos de final junto a Elena-Gabriela Ruse. 

### 2024
Alcanza los cuartos de final del Torneo de Adelaida donde pierde 5-7, 3-6 contra Jelena Ostapenko. En el Abierto de Australia pierde su partido de cuartos de final 6-7, 7-6, 2-6 contra Coco Gauff. 
Es finalista del Torneo de San Diego perdiendo dicha final 7-5, 2-6, 2-6 contra Katie Boulter.En el Masters de Indian Wells es semifinalista siendo derrotada 6-2, 6-1 por Iga Świątek. 
Es finalista del Torneo de Stuttgart donde pierde 6-2, 6-2 contra Yelena Rybákina. En Roland Garros pierde en segunda ronda 7-5, 6-4 contra Donna Vekić. En este mismo torneo es semifinalista en el cuadro de dobles junto a Elena-Gabriela Ruse.
En Wimbledon pierde en tercera ronda 4-6, 3-6 contra Madison Keys. En el cuadro de dobles alcanza los octavos de final junto a Elena-Gabriela Ruse. 
Participa en los Juegos Olímpicos de París en las categoría de individuales y de dobles femeninos junto a Dayana Yastremska. En individuales vence en primera ronda a la neozelandesa Lulu Sun (4-6, 3-6), en segunda ronda a la francesa Clara Burel (6-7, 2-6) y en tercera ronda a la griega María Sákkari (6-4, 6-7, 4-6), pierde en cuartos de final contra la croata Donna Vekic (4-6, 6-2, 6-7). En el cuadro de dobles vencen en primera ronda a las polacas Linette y Rosolska y pierden en segunda ronda contra Hsieh y Tsao.  
Alcanza los octavos de final del Masters de Canadá perdiendo 7-5, 7-5 contra Emma Navarro. En el Masters de Cincinnati logra los octavos de final donde pierde 6-2, 6-2 contra Iga Świątek. 
En el Abierto de Estados Unidos pierde en tercera ronda 6-4, 4-6, 6-3 frente a Emma Navarro. 

## Torneos individuales por año

#### 2025
| N.º | Fecha               | Torneo               | Categoría  | Superficie | Ronda | Oponente       |
| --- | ------------------- | -------------------- | ---------- | ---------- | ----- | -------------- |
| 1   | 1 de enero de 2025  | Brisbane             | WTA 500    | Dura       | R32   | Yue Yuan       |
| 2   | 7 de enero de 2025  | Adelaida             | WTA 500    | Dura       | R32   | Ashlyn Krueger |
| 3   | 17 de enero de 2025 | Abierto de Australia | Grand Slam | Dura       | 3R    | Paula Badosa   |

#### 2024
| N.º | Fecha                    | Torneo                    | Categoría        | Superficie    | Ronda | Oponente                 |
| --- | ------------------------ | ------------------------- | ---------------- | ------------- | ----- | ------------------------ |
| 1   | 3 de enero de 2024       | Brisbane                  | WTA 500          | Dura          | R32   | Daria Kasátkina          |
| 2   | 11 de enero de 2024      | Adelaida                  | WTA 500          | Dura          | CF    | Jelena Ostapenko         |
| 3   | 23 de enero de 2024      | Abierto de Australia      | Grand Slam       | Dura          | CF    | Coco Gauff               |
| 4   | 13 de febrero de 2024    | Doha                      | WTA 1000         | Dura          | R32   | Anastasía Pavliuchénkova |
| 5   | 4 de marzo de 2024       | San Diego                 | WTA 500          | Dura          | F     | Katie Boulter            |
| 6   | 16 de marzo de 2024      | Indian Wells              | WTA 1000         | Dura          | SF    | Iga Świątek              |
| 7   | 21 de abril de 2024      | Stuttgart                 | WTA 500          | Tierra batida | F     | Yelena Rybákina          |
| 8   | 26 de abril de 2024      | Madrid                    | WTA 1000         | Tierra batida | R64   | Mayar Sherif             |
| 9   | 9 de mayo de 2024        | Roma                      | WTA 1000         | Tierra batida | R64   | Naomi Osaka              |
| 10  | 30 de mayo de 2024       | Roland Garros             | Grand Slam       | Tierra batida | 2R    | Donna Vekić              |
| 11  | 11 de junio de 2024      | Nottingham                | WTA 250          | Hierba        | R32   | Daria Snigur             |
| 12  | 17 de junio de 2024      | Berlín                    | WTA 500          | Hierba        | R32   | Daria Kasátkina          |
| 13  | 5 de julio de 2024       | Wimbledon                 | Grand Slam       | Hierba        | 3R    | Madison Keys             |
| 14  | 31 de julio de 2024      | París                     | Juegos Olímpicos | Tierra batida | CF    | Donna Vekić              |
| 15  | 9 de agosto de 2024      | Canadá                    | WTA 1000         | Dura          | OF    | Emma Navarro             |
| 16  | 16 de agosto de 2024     | Cincinnati                | WTA 1000         | Dura          | OF    | Iga Świątek              |
| 17  | 30 de agosto de 2024     | Abierto de Estados Unidos | Grand Slam       | Dura          | 3R    | Emma Navarro             |
| 18  | 21 de septiembre de 2024 | Seúl                      | WTA 250          | Dura          | CF    | Diana Shnaider           |
| 19  | 27 de septiembre de 2024 | Pekín                     | WTA 1000         | Dura          | R64   | Katie Volynets           |
| 20  | 10 de octubre de 2024    | Wuhan                     | WTA 1000         | Dura          | OF    | Coco Gauff               |

#### 2023
| N.º | Fecha                    | Torneo                    | Categoría  | Superficie    | Ronda           | Oponente            |
| --- | ------------------------ | ------------------------- | ---------- | ------------- | --------------- | ------------------- |
| 1   | 6 de enero de 2023       | Adelaida                  | WTA 500    | Dura          | CF              | Ons Jabeur          |
| 2   | 7 de enero de 2023       | Adelaida                  | WTA 500    | Dura          | Clasificatorios | Shelby Rogers       |
| 3   | 20 de enero de 2023      | Abierto de Australia      | Grand Slam | Dura          | 3R              | Jessica Pegula      |
| 4   | 3 de febrero de 2023     | Hua Hin                   | WTA 250    | Dura          | CF              | Bianca Andreescu    |
| 5   | 8 de febrero de 2023     | Abu Dabi                  | WTA 500    | Dura          | OF              | Belinda Bencic      |
| 6   | 21 de febrero de 2023    | Dubái                     | WTA 1000   | Dura          | R32             | Belinda Bencic      |
| 7   | 5 de marzo de 2023       | Austin                    | WTA 250    | Dura          | G               | Varvara Grachova    |
| 8   | 9 de marzo de 2023       | Indian Wells              | WTA 1000   | Dura          | R128            | Rebecca Peterson    |
| 9   | 23 de marzo de 2023      | Miami                     | WTA 1000   | Dura          | R64             | Anastasiya Potápova |
| 10  | 27 de abril de 2023      | Madrid                    | WTA 1000   | Tierra batida | R64             | Camila Osorio       |
| 11  | 14 de mayo de 2023       | Roma                      | WTA 1000   | Tierra batida | R32             | Paula Badosa        |
| 12  | 28 de mayo de 2023       | Roland Garros             | Grand Slam | Tierra batida | 1R              | Aryna Sabalenka     |
| 13  | 20 de junio de 2023      | Birmingham                | WTA 250    | Hierba        | R32             | Anastasiya Potápova |
| 14  | 8 de julio de 2023       | Wimbledon                 | Grand Slam | Hierba        | 3R              | Madison Keys        |
| 15  | 4 de agosto de 2023      | Washington                | WTA 500    | Dura          | CF              | Liudmila Samsónova  |
| 16  | 8 de agosto de 2023      | Canadá                    | WTA 1000   | Dura          | R64             | Zheng Qinwen        |
| 17  | 14 de agosto de 2023     | Cincinnati                | WTA 1000   | Dura          | R64             | Jasmine Paolini     |
| 18  | 28 de agosto de 2023     | Abierto de Estados Unidos | Grand Slam | Dura          | 1R              | Yelena Rybákina     |
| 19  | 14 de septiembre de 2023 | San Diego                 | WTA 500    | Dura          | OF              | Beatriz Haddad Maia |
| 20  | 20 de septiembre de 2023 | Guadalajara               | WTA 1000   | Dura          | R32             | Jelena Ostapenko    |
| 21  | 26 de septiembre de 2023 | Tokio                     | WTA 500    | Dura          | R32             | Daria Kasátkina     |
| 22  | 4 de octubre de 2023     | Pekín                     | WTA 1000   | Dura          | OF              | Liudmila Samsónova  |

#### 2022
| N.º | Fecha                    | Torneo                    | Categoría  | Superficie    | Ronda | Oponente                |
| --- | ------------------------ | ------------------------- | ---------- | ------------- | ----- | ----------------------- |
| 1   | 5 de enero de 2022       | Melbourne                 | WTA 500    | Dura          | R32   | Claire Liu              |
| 2   | 12 de enero de 2022      | Adelaida                  | WTA 500    | Dura          | OF    | Coco Gauff              |
| 3   | 21 de enero de 2022      | Abierto de Australia      | Grand Slam | Dura          | 3R    | Paula Badosa            |
| 4   | 15 de febrero de 2022    | Dubái                     | WTA 500    | Dura          | R32   | Aryna Sabalenka         |
| 5   | 20 de febrero de 2022    | Doha                      | WTA 1000   | Dura          | R64   | Ana Konjuh              |
| 6   | 12 de marzo de 2022      | Indian Wells              | WTA 1000   | Dura          | R64   | Elise Mertens           |
| 7   | 24 de marzo de 2022      | Miami                     | WTA 1000   | Dura          | R64   | Belinda Bencic          |
| 8   | 1 de mayo de 2022        | Madrid                    | WTA 1000   | Tierra batida | R32   | Emma Raducanu           |
| 9   | 10 de mayo de 2022       | Roma                      | WTA 1000   | Tierra batida | R64   | Madison Brengle         |
| 10  | 16 de mayo de 2022       | Estrasburgo               | WTA 250    | Tierra batida | R32   | Karolína Plíšková       |
| 11  | 24 de mayo de 2022       | Roland Garros             | Grand Slam | Tierra batida | 1R    | Mayar Sherif            |
| 12  | 22 de junio de 2022      | Eastbourne                | WTA 500    | Hierba        | OF    | Harriet Dart            |
| 13  | 29 de junio de 2022      | Wimbledon                 | Grand Slam | Hierba        | 2R    | Zhang Shuai             |
| 14  | 17 de agosto de 2022     | Cincinnati                | WTA 1000   | Dura          | R32   | Jessica Pegula          |
| 15  | 26 de agosto de 2022     | Granby                    | WTA 250    | Dura          | SF    | Daria Gavrilova         |
| 16  | 1 de septiembre de 2022  | Abierto de Estados Unidos | Grand Slam | Dura          | 2R    | Victoria Azárenka       |
| 17  | 12 de septiembre de 2022 | Portoroz                  | WTA 250    | Dura          | R32   | Yekaterina Aleksándrova |
| 18  | 28 de septiembre de 2022 | Tallin                    | WTA 250    | Dura          | OF    | Barbora Krejčíková      |
| 19  | 19 de octubre de 2022    | Guadalajara               | WTA 1000   | Dura          | R32   | María Sákkari           |
| 20  | 14 de diciembre de 2022  | Limoges                   | WTA 125s   | Dura          | OF    | Clara Tauson            |

## Torneos de dobles por año

### Dobles femeninos

#### 2025
| N.º | Fecha                   | Compañera           | Torneo               | Categoría  | Superficie | Ronda |
| --- | ----------------------- | ------------------- | -------------------- | ---------- | ---------- | ----- |
| 1   | 30 de diciembre de 2024 | Jelena Ostapenko    | Brisbane             | WTA 500    | Dura       | OF    |
| 2   | 21 de enero de 2025     | Elena-Gabriela Ruse | Abierto de Australia | Grand Slam | Dura       | CF    |

#### 2024
| N.º | Fecha                | Compañera           | Torneo                    | Categoría        | Superficie    | Ronda |
| --- | -------------------- | ------------------- | ------------------------- | ---------------- | ------------- | ----- |
| 1   | 3 de enero de 2024   | Tímea Babos         | Brisbane                  | WTA 500          | Dura          | OF    |
| 2   | 20 de enero de 2024  | Katarzyna Kawa      | Abierto de Australia      | Grand Slam       | Dura          | 2R    |
| 3   | 7 de junio de 2024   | Elena-Gabriela Ruse | Roland Garros             | Grand Slam       | Tierra batida | SF    |
| 4   | 9 de julio de 2024   | Elena-Gabriela Ruse | Wimbledon                 | Grand Slam       | Hierba        | OF    |
| 5   | 30 de julio de 2024  | Dayana Yastremska   | París                     | Juegos Olímpicos | Tierra batida | 2R    |
| 6   | 31 de agosto de 2024 | Elena-Gabriela Ruse | Abierto de Estados Unidos | Grand Slam       | Dura          | 2R    |
| 7   | 1 de octubre de 2024 | Liudmila Kichenok   | Pekín                     | WTA 1000         | Dura          | OF    |

#### 2023
| N.º | Fecha                    | Compañera           | Torneo                    | Categoría  | Superficie    | Ronda |
| --- | ------------------------ | ------------------- | ------------------------- | ---------- | ------------- | ----- |
| 1   | 1 de enero de 2023       | Mayar Sherif        | Adelaida                  | WTA 500    | Dura          | R32   |
| 2   | 9 de enero de 2023       | Oksana Kaláshnikova | Adelaida                  | WTA 500    | Dura          | OF    |
| 3   | 27 de enero de 2023      | Elena-Gabriela Ruse | Abierto de Australia      | Grand Slam | Dura          | SF    |
| 4   | 28 de febrero de 2023    | Dayana Yastremska   | Austin                    | WTA 250    | Dura          | OF    |
| 5   | 12 de marzo de 2023      | Elena-Gabriela Ruse | Indian Wells              | WTA 1000   | Dura          | R32   |
| 6   | 5 de mayo de 2023        | Elena-Gabriela Ruse | Madrid                    | WTA 1000   | Tierra batida | SF    |
| 7   | 14 de mayo de 2023       | Elena-Gabriela Ruse | Roma                      | WTA 1000   | Tierra batida | OF    |
| 8   | 4 de junio de 2023       | Elena-Gabriela Ruse | Roland Garros             | Grand Slam | Tierra batida | 3R    |
| 9   | 25 de junio de 2023      | Barbora Krejčíková  | Birmingham                | WTA 250    | Hierba        | G     |
| 10  | 10 de julio de 2023      | Elena-Gabriela Ruse | Wimbledon                 | Grand Slam | Hierba        | 2R    |
| 11  | 11 de agosto de 2023     | Zhang Shuai         | Canadá                    | WTA 1000   | Dura          | OF    |
| 12  | 14 de agosto de 2023     | Caroline Garcia     | Cincinnati                | WTA 1000   | Dura          | R32   |
| 13  | 4 de septiembre de 2023  | Elena-Gabriela Ruse | Abierto de Estados Unidos | Grand Slam | Dura          | OF    |
| 14  | 13 de septiembre de 2023 | Alycia Parks        | San Diego                 | WTA 500    | Dura          | OF    |

#### 2022
| N.º | Fecha                    | Compañera             | Torneo                    | Categoría  | Superficie    | Ronda |
| --- | ------------------------ | --------------------- | ------------------------- | ---------- | ------------- | ----- |
| 1   | 12 de enero de 2022      | Katarzyna Kawa        | Adelaida                  | WTA 500    | Dura          | CF    |
| 2   | 24 de enero de 2022      | Dayana Yastremska     | Abierto de Australia      | Grand Slam | Dura          | 3R    |
| 3   | 22 de febrero de 2022    | Aliaksandra Sasnóvich | Doha                      | WTA 1000   | Dura          | OF    |
| 4   | 12 de mayo de 2022       | Elena-Gabriela Ruse   | Roma                      | WTA 1000   | Tierra batida | OF    |
| 5   | 18 de mayo de 2022       | Elena-Gabriela Ruse   | Estrasburgo               | WTA 250    | Tierra batida | CF    |
| 6   | 31 de mayo de 2022       | Elena-Gabriela Ruse   | Roland Garros             | Grand Slam | Tierra batida | CF    |
| 7   | 1 de julio de 2022       | Tereza Martincová     | Wimbledon                 | Grand Slam | Hierba        | 2R    |
| 8   | 5 de septiembre de 2022  | Zhang Shuai           | Abierto de Estados Unidos | Grand Slam | Dura          | OF    |
| 9   | 18 de septiembre de 2022 | Tereza Martincová     | Portoroz                  | WTA 250    | Dura          | G     |
| 10  | 19 de octubre de 2022    | Tereza Martincová     | Guadalajara               | WTA 1000   | Dura          | R32   |
| 11  | 17 de diciembre de 2022  | Oksana Kaláshnikova   | Limoges                   | WTA 125s   | Dura          | G     |

### Dobles mixtos

#### 2023
| N.º | Fecha               | Compañero       | Torneo        | Categoría  | Superficie    | Ronda |
| --- | ------------------- | --------------- | ------------- | ---------- | ------------- | ----- |
| 1   | 6 de junio de 2023  | Marcelo Arévalo | Roland Garros | Grand Slam | Tierra batida | CF    |
| 2   | 11 de julio de 2023 | Marcelo Arévalo | Wimbledon     | Grand Slam | Hierba        | CF    |

## Representación nacional

### Fed Cup
Participó en la Fed Cup 2018 donde Ucrania se enfrentó a Australia para el pase a la repesca del Grupo Mundial. Derrotó a la número veintiséis mundial Daria Gavrilova en el primer partido individual, pero cedió ante Ashleigh Barty en el segundo. Australia obtuvo el pase a la repesca con tres victorias contra las dos de Ucrania.
También jugó en el 2019 y obtuvo dos victorias ante Isabella Shinikova de Bulgaria y Saara Orav de Estonia en el grupo Zonal I.

## Entrenadores
Durante los inicios de su carrera, Marta fue entrenada por su madre, Talina Beiko y por su tío, Taras Beiko. A este equipo eventualmente se unió Oleh Krivosheev.
Entre finales de 2017 y agosto de 2018, Kostyuk fue entrenada por Luca Kutanjac. Después del torneo WTA de Stuttgart en 2018, Marta ganó solo tres de sus próximos diez partidos, lo que la llevó a culminar la contratación con Kutanjac. Luego contrataría a Dmitry Brichek, con quien trabajaría desde agosto de 2018 hasta abril de 2019. En 2019 trabajó con Benjamin Ebrahimzadeh, exentrenador de Angelique Kerber. En la actualidad su única entrenadora es su madre. 
Fue asesorada por el extenista croata Ivan Ljubičić en 2018.

## Estilo de juego
Kostiuk prefiere tomar la iniciativa y tiene un estilo de juego agresivo. Se acerca a la red con frecuencia, demostrado en su encuentro con Naomi Osaka en la tercera ronda del Abierto de Estados Unidos en 2020. Se aproximó a la red en veintitrés ocasiones y ganó el punto en diecinueve de esas oportunidades.
Su servicio puede ser su mayor fortaleza, así como su mayor debilidad. En promedio, su primer saque vuela a una velocidad de 170 km/h, mientras que su segundo saque de 140 a 150 km/h. Sin embargo, puede cometer un número alto de dobles faltas. Acumuló veintitrés dobles faltas durante los tres partidos que disputó del Abierto de Australia en 2018.
Ha demostrado un buen desempeño bajo presión, ejemplificado en el Abierto de Estados Unidos de 2020 cuando salvó veinte de los veintisiete puntos de quiebre que enfrentó durante el torneo.

## Patrocinadores
Kostiuk empezó a ser asesorada por la compañía IMG en julio de 2020. Otros clientes de la compañía han sido Maria Sharapova, Naomi Osaka y Daniil Medvedev.
También es patrocinada por Nike.

## Títulos WTA (3; 1+2)

### Individual (1)
| Leyenda              |
| Grand Slam (0)       |
| Juegos Olímpicos (0) |
| WTA Finals (0)       |
| WTA 1000 (0)         |
| WTA 500 (0)          |
| WTA 250 (1)          |

| N.º | Fecha              | Torneo | Superficie | Oponente en la final | Resultado |
| --- | ------------------ | ------ | ---------- | -------------------- | --------- |
| 1.  | 5 de marzo de 2023 | Austin | Dura       | Varvara Gracheva     | 6-3, 7-5  |

#### Finalista (2)
| N.º | Fecha               | Torneo    | Superficie    | Oponente en la final | Resultado     |
| --- | ------------------- | --------- | ------------- | -------------------- | ------------- |
| 1.  | 3 de marzo de 2024  | San Diego | Dura          | Katie Boulter        | 7-5, 2-6, 2-6 |
| 2.  | 21 de abril de 2024 | Stuttgart | Tierra batida | Elena Rybakina       | 2-6, 2-6      |

### Dobles (2)
| Leyenda              |
| Grand Slam (0)       |
| Juegos Olímpicos (0) |
| WTA Finals (0)       |
| WTA 1000 (0)         |
| WTA 500 (0)          |
| WTA 250 (2)          |

| N.º | Fecha                    | Torneo     | Superficie | Pareja             | Oponentes en la final            | Resultado   |
| --- | ------------------------ | ---------- | ---------- | ------------------ | -------------------------------- | ----------- |
| 1.  | 18 de septiembre de 2022 | Portoroz   | Dura       | Tereza Martincová  | Cristina Bucșa Tereza Mihalíková | 6-4, 6-0    |
| 2.  | 25 de junio de 2023      | Birmingham | Hierba     | Barbora Krejčíková | Storm Hunter Alycia Parks        | 6-2, 7-6(7) |

#### Finalista (1)
| N.º | Fecha                 | Torneo   | Superficie | Pareja            | Oponentes en la final      | Resultado |
| --- | --------------------- | -------- | ---------- | ----------------- | -------------------------- | --------- |
| 1.  | 23 de octubre de 2021 | Tenerife | Dura       | Lyudmyla Kichenok | Ulrike Eikkeri Ellen Perez | 3-6, 3-6  |

## Títulos ITF (5; 3+2)
| Torneos de $100,000 |
| Torneos de $80,000  |
| Torneos de $60,000  |
| Torneos de $25,000  |
| Torneos de $15,000  |

### Individual (3)
| N.º | Fecha                | Torneo                 | Superficie | Oponente          | Resultado |
| --- | -------------------- | ---------------------- | ---------- | ----------------- | --------- |
| 1.  | Mayo de 2017         | ITF Dunakeszi, Hungría | Arcilla    | Bernarda Pera     | 6-4, 6-3  |
| 2.  | 3 de febrero de 2018 | ITF Burnie, Australia  | Dura       | Viktorija Golubic | 6-4, 6-3  |
| 3.  | Febrero de 2020      | ITF Cairo, Egipto      | Dura       | Aliona Bolsova    | 6-1, 6-0  |

#### Finalista (3)
| N.º | Fecha               | Torneo                  | Superficie | Oponente         | Resultado |
| --- | ------------------- | ----------------------- | ---------- | ---------------- | --------- |
| 1.  | 11 de marzo de 2018 | ITF Zhuhai, China       | Dura       | Maryna Zanevska  | 2-6, 4-6  |
| 2.  | Junio de 2019       | ITF Toruń, Polonia      | Arcilla    | Rebecca Šramková | 1-6, 2-6  |
| 3.  | Septiembre de 2019  | ITF Saint-Malo, Francia | Arcilla    | Varvara Gracheva | 3-6, 2-6  |

### Dobles (2)
| N.º | Fecha           | Torneo             | Superficie | Pareja            | Oponentes                      | Resultado        |
| --- | --------------- | ------------------ | ---------- | ----------------- | ------------------------------ | ---------------- |
| 1.  | Abril de 2019   | ITF Chiasso, Suiza | Arcilla    | Cristina Bucșa    | Sharon Fichman Jaimee Fourlis  | 6-1, 3-6, [10-7] |
| 2.  | Febrero de 2020 | ITF Cairo, Egipto  | Dura       | Kamilla Rakhimova | Anastasya Shoshina Paula Kania | 6-3, 2-6, [10-6] |

## Títulos Grand Slam Júnior (2;1+1)

### Individual (1)
| Año  | Torneo          | Superficie | Oponente        | Resultado     |
| 2017 | Australian Open | Dura       | Rebeka Masarova | 7-5, 1-6, 6-4 |

### Dobles (1)
| Año  | Torneo  | Superficie | Pareja         | Oponentes              | Resultado |
| 2017 | US Open | Dura       | Olga Danilović | Lea Bošković Wang Xiyu | 6-1, 7-5  |

## Historial de resultados
Para evitar confusiones, esta tabla será actualizada al concluir un torneo o cuando la participación del jugador en dicho torneo haya finalizado.
Solo serán considerados los cuadros principales de la WTA (incluidos los torneos de Grand Slam), las Olimpíadas y la Copa Billie Jean King.

### Individuales
| Torneo                      | 2018 | 2019 | 2020      | 2021      | Títulos                 | G–P                     | %                       |
| --------------------------- | ---- | ---- | --------- | --------- | ----------------------- | ----------------------- | ----------------------- |
| Torneos de Grand Slam       |      |      |           |           |                         |                         |                         |
| Abierto de Australia        | 3R   | C3   | C1        | 1R        | 0 / 2                   | 2–2                     | 50%                     |
| Abierto de Francia          | C2   | A    | 1R        | 4R        | 0 / 2                   | 3–2                     | 60%                     |
| Wimbledon                   | C3   | C1   | ND        | 2R        | 0 / 1                   | 1–1                     | 50%                     |
| Abierto de Estados Unidos   | C2   | A    | 3R        | 1R        | 0 / 2                   | 2–2                     | 50%                     |
| Ganados–Perdidos            | 2–1  | 0–0  | 2–2       | 4–4       | 0 / 7                   | 8–7                     | 53%                     |
| Torneos WTA 100             |      |      |           |           |                         |                         |                         |
| Doha / Dubái                | A    | A    | A         | A         | 0 / 0                   | 0–0                     | -%                      |
| Indian Wells                | A    | A    | ND        |           | 0 / 0                   | 0–0                     | -%                      |
| Miami                       | A    | A    | ND        | 1R        | 0 / 1                   | 0–1                     | 0%                      |
| Madrid                      | 1R   | 1R   | ND        | C2        | 0 / 2                   | 0–2                     | 0%                      |
| Roma                        | A    | A    | A         | 1R        | 0 / 1                   | 0–1                     | 0%                      |
| Canadá                      | A    | A    | ND        | A         | 0 / 0                   | 0–0                     | -%                      |
| Cincinnati                  | A    | A    | A         | A         | 0 / 0                   | 0–0                     | -%                      |
| Wuhan                       | A    | A    | ND        | ND        | 0 / 0                   | 0–0                     | -%                      |
| Pekín                       | A    | A    | ND        | ND        | 0 / 0                   | 0–0                     | -%                      |
| Ganados–Perdidos            | 0–1  | 0–1  | 0–0       | 0–2       | 0 / 4                   | 0–4                     | 0%                      |
| Representación nacional     |      |      |           |           |                         |                         |                         |
| Copa Billie Jean King       | GMII | Z1   | Play-offs | Play-offs | 0 / 0                   | 2–1                     | 67%                     |
| Ganados–Perdidos            | 1–1  | 0–0  | 0–0       | 1–0       | 0 / 0                   | 2–1                     | 67%                     |
| Estadísticas de carrera     |      |      |           |           |                         |                         |                         |
| Torneos jugados             | 5    | 3    | 5         | 12        | Total de carrera: 25    | Total de carrera: 25    | Total de carrera: 25    |
| Finales alcanzadas          | 0    | 0    | 0         | 0         | Total de carrera: 0     | Total de carrera: 0     | Total de carrera: 0     |
| Torneos ganados             | 0    | 0    | 0         | 0         | Total de carrera: 0     | Total de carrera: 0     | Total de carrera: 0     |
| Total ganados–perdidos      | 4–6  | 2–3  | 2–5       | 16–12     | Total de carrera: 24–26 | Total de carrera: 24–26 | Total de carrera: 24–26 |
| Victorias (%)               | 40%  | 40%  | 28%       | 57%       | Total de carrera: 48%   | Total de carrera: 48%   | Total de carrera: 48%   |
| Clasificación de fin de año | 118  | 155  | 98        |           | Mejor clasificación: 55 | Mejor clasificación: 55 | Mejor clasificación: 55 |

Notas
1. ↑   Desde 2015 los torneos de Catar y Dubái se han alternado de categoría anualmente, intercambiando entre WTA 1000 y WTA 500.

### Dobles
| Torneos de Grand Slam     |     |     |            |
| Abierto de Australia      | A   | 1R  | 0–1        |
| Roland Garros             | CF  | 1R  | 3–2        |
| Campeonato de Wimbledon   | ND  | 2R  | 1–0        |
| Abierto de Estados Unidos | A   | 3R  | 2–1        |
| Ganados–Perdidos          | 3–1 | 3–3 | Total: 6–4 |

## Vida personal
En noviembre del 2023 se casó con su prometido, Heorhii, en una boda en Chipre. 